# Александра (герцогиня Файф)
Принцесса Александра, 2-я герцогиня Файф (англ. Princess Alexandra, 2nd Duchess of Fife, при рождении леди Александра Виктория Альберта Эдвина Луиза Дафф, англ. Lady Alexandra Victoria Alberta Edwina Louise Duff; 17 мая 1891 — 26 февраля 1959) — член британской королевской семьи, внучка короля Эдуарда VII.

## Биография
Александра родилась 17 мая 1891 года в Ричмонде, Лондон. Её отцом был Александр Дафф, 1-й герцог Файф (1840—1912), сын Джеймса Даффа (1814—1879) и леди Агнес Хей. Как правнучка британского монарха (королевы Виктории) по женской линии, Александра не могла иметь титул принцессы Великобритании или Её Королевское высочество, поэтому, как дочь герцога, она носила титул леди Александра Дафф. На момент своего рождения она была пятой в линии наследования. Вместе со своей сестрой Александра была потомком короля Вильгельма IV и его племянницы королевы Виктории.
В 1900 году отцу Александры было пожаловано второе герцогство с тем же названием, которое, в отличие от первого, могло быть унаследовано его дочерьми; таким образом, Александра стала наследницей титула отца.
5 ноября 1905 года король Эдуард VII дал свой старшей дочери титул королевской принцессы. Он распорядился опубликовать в официальном обращении, что леди Александра Дафф и её сестре леди Мод Дафф присуждается титул Её высочество принцесса Александра. Приблизительно в 1910 году принцесса Александра была тайно помолвлена с принцем Христофором Греческим, сыном короля Георга I и его жены Ольги Константиновны. Однако родители жениха помолвку не одобрили, и вскоре она была расторгнута.
12 января 1912 года скончался отец Александры, 1-й герцог Файф, и согласно распоряжению 1900 года она стала 2-й герцогиней Файф в своём праве, пэром Соединённого Королевства.

### Свадьба
15 октября 1913 года в Королевской часовне Сент-Джеймсского дворца (Лондон) принцесса Александра вышла замуж за принца Артура, единственного сына Артура Уильяма Патрика, герцога Коннаутского и Страхарнского. Супруги были двоюродными дядей и племянницей. После свадьбы Александре был присуждён титул Её Королевское высочество принцесса Артур Коннаутская, герцогиня Файф.

### Дальнейшая жизнь
Во время Первой мировой войны принцесса Артур Коннаутская работала медсестрой в госпитале Св. Марии в Паддингтоне. Когда Артур в 1920 годы был назначен генерал-губернатором в Южно-Африканский Союз, она сопроводила его в Преторию, попутно работая в больницах. После войны пара возвратилась в Англию. В 1914 году у них родился сын Аластер Коннаутский, ставший в 1942 году после смерти деда герцогом Коннаутским, но умерший в следующем году.
Принцесса Александра умерла в своём доме близ Примроуз-Хилл, Лондон, 26 февраля 1959 года. Она была похоронена в часовне Мар-Лодж. Поскольку её единственный сын скончался раньше, титул герцога Файф перешёл к её племяннику Джеймсу Карнеги (1929—2015).

## Награды и титулы

### Титулы
- 17 мая 1891 — 5 ноября 1905: Леди Александра Дафф
- 5 ноября 1905 — 22 января 1912: Её Высочество принцесса Александра Файф
- 22 января 1912 — 15 октября 1913: Её Высочество принцесса Александра, герцогиня Файф
- 15 октября 1913 — 26 февраля 1959: Её Королевское Высочество принцесса Артур Коннаутская, герцогиня Файф[2]

### Награды
- Королевский Красный крест (1 класс)
- Орден Святого Иоанна Иерусалимского
- Королевский семейный орден короля Эдуарда VII
- Королевский семейный орден короля Георга V[4]